# Прапор Звягельського району
Пра́пор Звя́гельського райо́ну затверджений рішенням Звягельської районної ради.

## Опис прапора
Прямокутне полотнище зі співвідношенням сторін 1:1 складається з трьох вертикальних смуг жовтої, зеленої, жовтої. Співвідношення ширин смуг 1:2:1. У центрі зеленої смуги — жовта квітка рододендрона жовтого, висота якої становить 2/3 величини полотнища.